# Monodelphis palliolata
Monodelphis palliolata is een zoogdier uit de familie van de opossums (Didelphidae). De wetenschappelijke naam van de soort werd voor het eerst geldig gepubliceerd door Osgood in 1914.

## Voorkomen
De soort komt voor in noordoostelijk Colombia en noordelijk Venezuela.